# Certeju de Sus
Certeju de Sus is een Roemeense gemeente in het district Hunedoara.
Certeju de Sus telt 3327 inwoners.